# HEART (L'Arc〜en〜Cielのアルバム)
『HEART』（ハート）は、日本のロックバンド、L'Arc〜en〜Cielの5作目のスタジオ・アルバム。1998年2月25日発売。発売元はKi/oon Sony Records。

## 解説
前作『True』以来約1年2ヶ月ぶりとなる5作目のスタジオ・アルバム。本作は、1997年2月に当時のドラマーsakuraが逮捕されたことに伴う、約8ヶ月に及んだ活動休止状態の期間を経てリリースされたアルバムとなっている。また、シングル「虹」を制作していた段階ではサポートドラマーという位置づけでバンドに参加していたyukihiroが、1998年1月1日付でsakuraに代わりL'Arc〜en〜Cielのメンバーとなっている。そのため本作は、L'Arc〜en〜Cielにyukihiroが正式加入してから発表した初のアルバムとなった。
本作には、1997年10月に発表したシングル「虹」に加え、アルバム発売の約2ヶ月前に発表したシングル「winter fall」の表題曲を含めた10曲が収められている。また、1997年12月23日に東京ドームで開催した、バンド活動の本格的な再開を告げる復活ライヴ「1997 REINCARNATION」では、前述の2曲の他、本作に収録された「LORELEY」と「Shout at the Devil」が先行演奏されている。なお、本作のマスタリングは、山下達郎や溝口肇、スピッツの作品の他、前作『True』のマスタリング作業にも携わった原田光晴（DISC LAB）が担当している。
ちなみに、日本を除くアジア各国でL'Arc〜en〜Cielの作品の海賊盤が多数出回り始めたことや、海外からのL'Arc〜en〜CielのCD販売要望が高まったことを受け、本作は日本で発売された後、台湾、香港、タイ、マレーシア、シンガポールでも発売されている。本作は日本を含めたアジアの6つの国と地域でリリースされることとなり、これがL'Arc〜en〜Cielとして初の海外での作品リリースとなった。
本作の海外リリースの経緯について、所属事務所の代表を務める大石征裕は「ソニー・ミュージックに"アジア圏で正規盤を出したい！"と何度も猛プッシュをした。たぶんソニー・ミュージックとしては、"事務所がやたらうるさい"くらいにしか感じていなかったと思うが、その甲斐あってか1998年にアルバム『HEART』が台湾、香港、タイ、マレーシア、シンガポール、フィリピンでも発売された。そのころ中国本土上海にはソニー・ミュージック・チャイナが存在し、許認可制の問題が大きく立ちはだかっていたために躊躇していた、という状況だったのだが、1999年のアルバム『ark』『ray』は本土でも発売されることになる」と2020年に発表した自身の著書で綴っている。

### 背景
1997年2月に当時のドラマーsakuraが覚醒剤取締法違反で逮捕されたことに伴い、L'Arc〜en〜Cielは表立った活動の休止を余儀なくされた。そしてsakuraの逮捕により、メディアが他のメンバーの自宅や事務所を常に張り込んでおり、落ち着かない日々が続いていたという。そこで、L'Arc〜en〜Cielは1997年5月から、リフレッシュも兼ねてイギリス・ロンドンに渡航することにしている。
ロンドンではhyde、ken、tetsuya及びマネージャー2人の計5名でフラットを借り、1997年5月8日から同年5月23日まで共同生活を送ったという。メンバーは帰国後に受けたインタビューの中で、ロンドンでの生活を振り返り、市街のクラブに遊びに行ったり、様々なアーティストのライヴを観賞しに出掛けていたと述べている。なお、kenは渡航先で観たライヴの中で印象的だったアーティストとして、ザ・フーやニック・ケイヴをあげている。そしてtetsuyaは、マリリン・マンソンのライヴを観た感想について当時コメントしている。また、tetsuyaは、この欧州渡航が本作の制作に与えた影響について「ロンドンでクラブ行ったりライヴ観たりしたから、何かしらの影響はあると思いますけど、直接的なのはないですね。もっと精神的な部分では当然何かあると思いますけど。ロンドンではあまりいろんなことは考えず、日本の生活を忘れて。べつに何かをしに行くというような目的のない旅でしたからね」と語っている。
その後、メンバー3人はシングル「虹」の制作や、シングル発売に伴うプロモーション活動のために日本に一時帰国したが、1997年8月31日に再び欧州に渡っている。なお、渡航先では「虹」のミュージック・ビデオの撮影も行われている。そして、この2度目の渡航にはyukihiro（ex.DIE IN CRIES、ex.OPTIC NERVE、ex.ZI:KILL）も参加し、4人はロンドンに加えドイツにも訪れている。ちなみに、ドイツには1997年9月4日まで滞在し、翌日からロンドンに移動、同年9月13日に帰国している。なお、この2度目の欧州渡航の模様は、1997年9月の第3土曜日より音楽専門チャンネル、スペースシャワーTVで放送された番組『GROOVE AIRLINE』で週を分けて流されている。余談だが、この欧州渡航をきっかけに、本作に収録された「LORELEY」「fate」の原型が制作されている。
欧州渡航から戻った後、共にドイツとロンドンに行っていたyukihiroをサポートドラマーとして招き、アルバム制作に突入した。アルバム発売年となる1998年の1月1日に、sakuraに代わりyukihiroがドラマーとして正式加入したことから、本作は新体制のL'Arc〜en〜Cielが発表する第一弾のアルバム作品となった。

### 録音作業と音楽性
『HEART』の録音作業は、1997年10月頃から山中湖にあるスタジオにおいて、合宿レコーディングというかたちで実施されている。合宿を始める直前の同年9月頃まで定期的に曲出し会を行っており、提出された楽曲はhyde曰く「17、18曲はあった」という。なお、バンドのディレクターを務める中山千恵子は、シングル「虹」が完成し、アルバム収録曲のプリプロを始めた段階で「（プリプロを）やってみて確実に言えるのは『True』のラインは超えています。前作をさらに超えたいいものになる予感」と述べていた。この合宿レコーディングで制作された楽曲に、先行して制作していた「虹」を加えアルバムが完成している。余談だが、本作をレコーディングするタイミングで、1998年3月に発表されることになったシングル「DIVE TO BLUE」の収録曲も録音作業が行われている。
本作のレコーディングでは、前作『True』とは全く違う手順で各パートの録音作業が行われている。『True』を制作していたときは、楽曲の完成形を想定するために、作曲者がある程度自分の担当パート以外の楽器も打ち込んだうえで、ドラム、ベース、ギターを別々の時間軸でレコーディングしていたという。一方、本作の楽曲制作では、初めてベーシックのリズムを3人同時に録音する試みを実施している。具体的には、2つの部屋を用意し、kenとリズム隊（tetsuya、yukihiro）が二手に分かれ演奏を行い、複数の小部屋に設置したスピーカーから各々のパートを流すことにより、互いの音が被らないよう同時録音を試みたという。ちなみにこの録音方法は、一つの部屋で一発録りを行った「Shout at the Devil」以外の曲で採り入れられている。この試みについて、kenは「最初から考え抜いた作品っていうのは完成形も想像がつく。でも今回は、その場その場のアイディアや勢いで作っていったようなところのあるアルバムでした」「バンドでリハーサルしている時の"まんま"をそのまま形にできたらいいなぁ、という想いがあった」と語っている。また、tetsuyaは「リハーサルの時から、バンドをやり始めの、楽器をやり出した頃の初期衝動みたいなものをガツーンと感じてて。それで、もうそのままをパッケージングするだけで凄いカッコイイものができるんじゃないかって思った」とレコーディングを振り返っている。
また、今回kenは自身が作曲作業をするうえで、前作『True』で採った、一人で綿密に作り込んだデモ音源をもとに録音作業を行うこと、そしてセールスを意識しメロディ指向で楽曲制作するといった方法論を、今回は基本的に採用しなかったという。そのため、本作に収められたken作曲の楽曲の多くは、メンバー4人でセッションしたものが原型になっているという。今回の楽曲制作の方向性について、kenは「それぞれの音がぶつからないでうまくかみ合う、っていう方向はすでに自分たちの中で1つ完成していたと思うんだよね。そこで今度は、その次の段階として、それ以外の部分を出してみた部分も今回のアルバムにはある」「細かく聴けば、この楽器とこの楽器の音ズレてるやんけっていうのはあると思うんですけどね。でもトータルでは1つの世界になってますね」と本作発売当時に語っている。また、2005年に受けた音楽雑誌『ROCKIN'ON JAPAN』のインタビューにおいて、インタビュアーの古河晋から「『True』までの成功の方法論を変えるのに不安はなかったか」と本作について聞かれた際、kenは「そういう脳みそはまたもうないですね。こんな時期に（売上）枚数のこと言う人もいないしね（笑）。言われたところできっと怒るだけだろうし。まあそんな状況じゃなかったから」と述懐している。ちなみに、hydeも今回作曲するうえで敢えてデモテープを作り込まかったという。hydeは、今回の自身の作曲作業を振り返り「リハーサルの時にみんなの前で弾き語りをして、それを全員で膨らませていく、というやり方だった」と語っている。
そして楽曲制作における前作以前からの一番大きな変化として、今回ドラマーがsakuraからyukihiroに代わったことがあげられる。"即興的かつロジカルなリズム＆グルーヴを生むドラムプレイ"が特徴的なsakuraから、"緻密かつタイトで、マシーン・ビートとの同期も好んだドラムプレイ"が特徴的なyukihiroにドラマーが代わったことにより、リズムセクションを担う立場にあるベーシストのtetsuyaは「僕のベースも自然にフレーズも音色も変わってきた」と語っている。また、yukihiroが加入したことによる変化について、kenは「作りものじゃない繊細さが必要とされるバンドになりました」と述べている。さらにhydeは、2012年に発表した自叙伝にて「基本的に音に関しては神経質なバンドだからね、L'Arc〜en〜Cielは。だから、クリックにジャストでタイトな彼のドラムは合ってたんだと思う」と綴っている。yukihiro自身も、前作までのL'Arc〜en〜Cielの楽曲の音像から変化していることを感じていたようで、本作発売当時のインタビューでyukihiroは「自分自身としては、できる限りのことはやりました。前のラルクと違うと思われるのは、当たり前だと思うから。自分もそういう経験をしてきたし、その時にはやっぱり"違うバンドになっちゃった"と思った人もいたし。でもそれは当然だと思うんですよね。ただ、違うなって思われるのはいいんだけど、カッコ悪くなったと思われるのはいやですから、そこにもプレッシャーはあった」とコメントしている。ちなみにyukihiroは、本作発売当時に受けたインタビューで「今まで自分がやった中で手応えがあったアルバムは、ZI:KILLのインディーズの時のアルバム（『CLOSE DANCE』）と、DIE IN CRIESの最後のアルバム（『Seeds』）と、今度のラルクのアルバム（『HEART』）です」と語っている。
さらに、前作は総勢6人の共同プロデューサー兼アレンジャーを招き楽曲制作を行ったが、本作のレコーディングでは「虹」（編曲：CHOKKAKU）を除く全9曲で、音楽プロデューサーの岡野ハジメ（ex.PINK）が共同プロデューサーとして携わっている。後年岡野は、本作の制作を振り返り「『HEART』のレコーディングでは「LORELEY」のアルペジオとか、kenちゃんとはいろいろ模索しましたね。ラルクは洋楽的なアレンジや録音の実験を普通に追求できるバンドで、ヨーロッパ的、イギリス的な世界観という部分では趣味が合いました。普通のバンドだと、こういうアレンジはしにくいんですけど、予算もあったし、時間もかけられたので、ギターの音、ドラムの音、ベースのフレーズなど、様々なことをイヤというぐらい追求しました」と述懐している。
本作の音楽性としては、前作『True』で確立したL'Arc〜en〜Cielなりのポップ・ミュージックが基本としてあるが、「Shout at the Devil」や「fate」に表れているように、徐々にオルタナティヴ・ロックやグランジに寄ったギターアプローチも増えてきている。また、本作の収録曲のいくつかには、新たにバンドに加入したyukihiroが当時嗜好していたインダストリアル・ミュージックやジャングルの要素も盛り込まれている。例えば、「LORELEY」ではインダストリアルなノイズが採り入れられており、「winter fall」ではyukihiroが打ち込んだブレイクビーツが終始鳴っている。なお、yukihiroは本作発売前に発表されたシングル「虹」のカップリング曲「THE GHOST IN MY ROOM」の制作においてもブレイクビーツを採り入れている。他にも、このアルバムと同時期に制作していたシングル「DIVE TO BLUE」のカップリング曲「Peeping Tom」では、1980年代の頃のニュー・ウェイヴを意識し、生のドラムの各パーツの音をノイズゲートで切り、意図的に余韻のないチープな雰囲気を出すようなアレンジを施しており、これまでのL'Arc〜en〜Cielでは行っていなかったアプローチをみせている。
また、本作に収録された楽曲の歌詞について、hydeは「今までは自分の記憶のなかの、"そういえばあの頃こういうこと思ってたな"とか、本当にひとつの出来事のいろんな角度を引き合わせてきたんだけど、今回はもっと、リアルな自分が思ってることが書けた」「今までは曲を聴いて、その曲…、人にたとえると、その人に会う服を街に出て探してる感じだったけど、今回は自分の部屋にあるどの服を着せるかっていう感覚でしたね」と語っている。

### アルバムタイトル
アルバムタイトルは従来通り、収録曲の作詞を一番多く手掛けたhydeが名付けている。タイトルのイメージについて、hydeは「『HEART』って、子供のころから使っているような言葉だから人によっていろんなイメージがあると思う」と語っている。
また、このタイトルに込めた想いについて、hydeは「タイトルの『HEART』っていうのは、いろんな人の心のドラマがあって…って意味なんですけど、もっと深い部分では心の状態 ―説明するの難しいんだけど、人間ってちっぽけだってあざ笑いながらも、心のことを歌ってる感じかな。だから、両方あるんですよ。バカだなって思う部分と、でも心は繊細で熱い…両方持ってる」と本作発売当時のインタビューで述べている。

### アートワーク
ジャケットの表側のアートワークには、メジャーデビュー以降の作品では初めてL'Arc〜en〜Cielのメンバーの姿が登場している。当時のL'Arc〜en〜Cielは「楽曲と合った絵やイメージがジャケットにあったほうがいい」という考えから、表ジャケットにメンバーの写真を使うことはほとんどなかった。そのため、本作の表ジャケットに使用された写真は当初、ブックレットの中身に使用する予定で、東京ドーム公演の前々日に撮影していたものだったという。
ただ、アートワークを担当したデザイナーの「これが格好いいから」という意向により、表ジャケットにメンバーの写真が採用される運びとなった。ちなみに、本作のジャケットデザイナーは、シングル「虹」の他、1998年以降に発表されたL'Arc〜en〜Cielの作品で、多くのアートワークを手掛けることになるモート・シナベルが担当している。余談だが、L'Arc〜en〜Cielのスタジオ・アルバムのジャケットにメンバーの写真が使われたのは、本作と10thアルバム『AWAKE』の2作のみとなっている。

### ライヴツアー
L'Arc〜en〜Cielは、活動再開一発目のシングル「虹」をリリースした後、1997年12月16日から同年12月18日にかけてライヴツアー「Live Tour NIGHTMARE BEFORE CHRISTMAS EVE」を開催している。なお、このツアーは、"L'Arc〜en〜Ciel"としてではなく、変名バンド"the Zombies（読み：ザ・ゾンビーズ）"と名乗り、「L'Arc〜en〜Cielのコピーバンド」を標榜して実施されている。また、このライヴツアーでは、シングル「虹」の収録曲の他、本作に収録されることになった「LORELEY」「winter fall」「Shout at the Devil」、1998年3月に発売するシングル「DIVE TO BLUE」の表題曲が先行披露されている。さらに、マリリン・マンソンの楽曲「スウィート・ドリームス」や「イレスポンシブル・ヘイト・アンセム」のカバーも行われている。余談だが、the Zombies名義のツアーに密着した模様は、1998年4月に発表されたライヴビデオ『A PIECE OF REINCARNATION』のVHS版に封入されたハガキによる抽選でプレゼントされた非売ビデオ『the Zombies Live Tour NIGHTMARE BEFORE CHRISTMAS EVE』に収録されている。
そして、1997年12月23日にL'Arc〜en〜Cielとしてライヴ「1997 REINCARNATION」を開催。この公演は、L'Arc〜en〜Cielが東京ドームで実施する初めてのライヴとなった。また、この公演のキャッチコピーには、表立った活動を本格的に再開することを告げるように、会場となった東京ドームの当時の愛称「BIG EGG（ビッグエッグ）」にちなみ、＜大きなあたたかいたまごから僕たちはもう一度生まれた＞というフレーズがつけられている。なお、ライヴタイトルである「REINCARNATION」は、日本語で「転生」を意味しており、前述のキャッチコピーを内包する意図でつけられている。そして、the Zombies名義で開催したライヴツアーで披露していた多くの新曲をセットリストに組み込んだうえで、バンドの日本語訳でもある代表曲「虹」をオープニングナンバー及びラストナンバーとして挟み、ライヴを行っている。また、このライヴの模様は、公演当日にWOWOWで全編生中継されている。さらに、公演から約24年後となる2021年6月20日には、同年に開局30周年を迎えたテレビ局、WOWOWとバンドのコラボレーション企画「WOWOW×L'Arc〜en〜Ciel 30th L'Anniversary Special Collaboration」の一環で再び放送されている。
後年tetsuyaは、この東京ドーム公演を振り返り「賭けでしたけど、"絶対にドームじゃなきゃダメだ"って言ったんですよ。『heavenly』のツアー・ファイナルで武道館をやって、『True』のツアーも1997年1月に武道館でファイナルをやったんですよね。だから、また同じ武道館じゃダメだと思ったんです。sakuraは脱退したし、同じような会場で同じようなことをやっても、ラルクはもうダメになっちゃったと思われるんじゃないかって。だから絶対に良くなったって思わせたくて、復活ライヴをやるなら東京ドーム。そうじゃなきゃ絶対にダメって。かなり反対されたんですけど」と述懐している。結果、このライヴのチケットは東京ドーム公演史上最短の4分で完売し、観客動員数は56,000人を記録している。なお、yukihiroはこの公演と前述のthe Zombies名義のライヴツアーを行ったタイミングでは、サポートドラマーという位置づけであった。yukihiroは、2021年に受けたインタビューで「L'Arc〜en〜Cielの活動で印象に残っている出来事」として、この当時のことをあげており、「まだバンドをやれるんだなと思った」と述べている。
活動再開を告げる公演を終えたL'Arc〜en〜Cielは、本作とシングル「DIVE TO BLUE」を発売した後、アルバムを引っ提げ、1998年5月1日から同年10月21日にかけてライヴツアー「Tour '98 ハートに火をつけろ!」を開催している。このツアーは、同年7月21日までの前半と、同年9月3日からの後半の2部構成に分かれており、前半はホール規模の会場を、後半はアリーナクラス以上の会場もまわる長期ツアーとなっている。
なお、このツアーは現在に至るまで、L'Arc〜en〜Ciel史上最長・最多公演で組まれたライヴツアーとなっており、日本全国45都市で全56公演が開催されている。また、このツアーが、L'Arc〜en〜Cielにyukihiroが正式加入してから開催した初のライヴツアーとなっている。hydeはこのツアーの終了後に受けたインタビューで、「ライヴが生活の一部でしたね。今までのツアーだと20〜30本が限度だったから、そういうツアーは1本1本が勝負みたいな感じやけど、今年のツアーは生活の一部。すごい身近な感じ」と述懐している。なお、このライヴツアーでは、本作に収録された楽曲を中心にセットリストを組んでいるが、1998年7月以降に発売したシングル「HONEY」「花葬」「浸食 〜lose control〜」「snow drop」「forbidden lover」に収められた楽曲も初披露されている。
そしてL'Arc〜en〜Cielは、上記の長いライヴツアーを開催しながら、ライヴで初披露していた楽曲を表題曲にしたシングルを5作品立て続けにリリースしている。それらすべてがオリコン年間シングルチャートTOP30にランクインすることになり、商業的な大成功を収めていくことになる（1998年1月発表の本作の先行シングル「winter fall」、1998年3月発表の「DIVE TO BLUE」も年間TOP30入りを記録）。後年tetsuyaは、上記ツアーと当時の新曲リリースラッシュを振り返り「sakuraとの時代に4枚のアルバムを出してるんで、早く、1曲でも多く、yukihiroとの曲を増やしたいなっていう気持ちがどこかにあったと思うんですよね。『HEART』を出したあとに「Tour '98 ハートに火をつけろ!」っていうツアーをやったんですけど、いまだにラルクの最大規模のツアーなんですよ。1回でも多くファンの前に出て新しい4人の印象を植え付けたかったし、3枚同時シングルを出したりして、早くこの4人が馴染むようにって」と述懐している。こういった想いが、L'Arc〜en〜Cielとして前例のない長期ツアーの開催、そして怒涛のリリースラッシュにつながっていったことがうかがえる。その後、L'Arc〜en〜Cielは1999年初頭から、6thアルバム『ark』と7thアルバム『ray』の制作のため、半年近くのレコーディング期間に入っていく。
余談だが、1998年に実施したツアーのタイトルは、2007年6月8日から同年8月30日にかけて開催したライヴツアー「Are you ready? 2007 またハートに火をつけろ!」で、セルフオマージュされている。なお、2007年に行ったツアーでも、全国各地のホール規模の会場をまわっており、2007年11月に発表されるアルバム『KISS』の収録楽曲のほぼ全てを、音源リリースに先駆けて披露している。

### リリース形態
フィジカルは、現在までにCD、MDの2種類が発表されている。CDは通常盤の1形態で発売されており、初回限定仕様は、スーパーピクチャーレーベルとなっている。
また、2011年6月22日には、スマートフォン向け音楽ダウンロードアプリ、レコチョクにおいてL'Arc〜en〜Cielの楽曲計146曲のダウンロード販売を開始したことに伴い、本作に収録されたシングル表題曲以外の楽曲も配信が開始された。2012年11月7日には、ソニー・ミュージックエンタテインメントがiTunes Storeに参入したことに伴い、日本のiTunesにおいても配信が開始され、これによりほぼ全ての音楽配信サイトにてダウンロード販売が解禁された。
2014年10月22日には、本作を含めたアルバム全12タイトルのハイレゾリューションオーディオ音源が各種音楽サイトで配信された。このハイレゾバージョンでは、内田孝弘（FLAIR）によるリマスタリングが行われている。また、2019年12月11日には、Spotify、Apple Musicをはじめとした各種サブスクリプションサービス（定額制音楽配信）にて、この日までに発表したL'Arc〜en〜Cielの全楽曲のストリーミング配信を全世界で一斉解禁している。
2022年5月18日には、本作を含めた過去に発表したアルバム作品を、メンバー監修の下でオリジナルマスターテープを使いリマスタリングしたボックス・セット『L'Album Complete Box -Remastered Edition-』が発表されている。この作品に収録されたリマスタリングアルバム『HEART (Remastered 2022)』では、ランディ・メリル（Sterling Sound）によるリマスタリングが行われている。ちなみにこのリマスタリングアルバムは、フィジカル発売と同日にダウンロード配信（ハイレゾリューションオーディオ音源含む）およびストリーミング配信が開始されている。
| リリース       | タイトル                | 規格                                                                              | マスタリング・エンジニア           | 備考 |
| -------------- | ----------------------- | --------------------------------------------------------------------------------- | ---------------------------------- | --- |
| 1998年2月25日  | HEART                   | - CD - MD                                                                         | 原田光晴（DISC LAB）               | 日本で発売された後、台湾、香港、タイ、マレーシア、シンガポールでもCDを販売開始                              |
| 2011年6月22日  | HEART                   | - ダウンロード配信                                                                | 原田光晴（DISC LAB）               | シングル表題曲として発表された「虹」「winter fall」は過去に配信開始済（いずれもシングルバージョンを配信済） |
| 2014年10月22日 | HEART                   | - ハイレゾリューションオーディオ配信                                              | 内田孝弘（FLAIR）                  | - |
| 2019年12月11日 | HEART                   | - ストリーミング配信                                                              | 原田光晴（DISC LAB）               | - |
| 2022年5月18日  | HEART (Remastered 2022) | - CD - ダウンロード配信 - ハイレゾリューションオーディオ配信 - ストリーミング配信 | ランディ・メリル（Sterling Sound） | フィジカルはボックス・セット『L'Album Complete Box -Remastered Edition-』に収録                             |

## 評価

### 批評
- 音楽評論家の市川哲史は『別冊宝島』にて、本作を「ラルク アン シエル"2度目"の1stアルバム[22]」「＜ラルク アン シエルの音楽とは何なのか＞がようやく明らかになった作品[22]」と表現している。また、『DUNE』以降の3作品を振り返り、市川は「ここまでのラルクは存在感的にも音楽的にも、非常に抽象的で"ぼんやりとしたもの"だった[22]」と表現しており、「hyde独特の逃避願望である＜空に浮かんでたい＞癖を、音楽的に具体化しようとするがあまり、ディテールにとことんこだわってオブスキュアなサウンドを構築したのはいいが、文字通りぼわーっとしてて掴みづらかったのである。具体的でないものを必死で具体化するラルクも、それはそれでプログレみたいで面白かったのだが、演る側も聴く側も相当ストレスを溜めていたように思う[22]」と批評している。さらに、前作『True』については「6人の売れ筋プロデューサーが総がかりで、その抽象性をポップ展開することで初の商業的成功を得たが、あくまでも"対処療法"だった[22]」と批評している。その一方で本作は、yukihiroの加入の影響や、各メンバーがhydeの世界観を具体化できていると分析し、「各々のバンドサウンド観を突き詰めることに徹したからこそ、ラルクはタイトで凛々しいグルーヴを手に入れられた[22]」と評価している。楽曲については「＜品があるグランジ＞ノリは”Shout at the Devil”、”fate”に象徴されてるし、従来の劇的癖からやっぱ離れられない”Promised land”、”あなた”も以前よりはるかに逞しい[22]」と評している。- 宝島社『別冊宝島1399 音楽誌が書かないJポップ批評47 L'Arc-en-Cielの奇跡』（2007年2月）
- 音楽ライターの帆苅智之は『OKMusic』にて、本作を「L'Arc〜en〜Cielのスタンスを決定付けたと言っていい[37]」と評している。また、これまでのL'Arc〜en〜Cielの作品を踏まえ、帆苅は「確かな音楽性と大衆感の融合は今もなおL'Arc〜en〜Cielの持ち味であるが、それがいつ頃から確立されてきたかと言うと…思えば、インディーズでの『DUNE』から独自の世界観を構築していたのは間違いないし、彼ら特有のサウンドの奥行きは”ガラス玉”や”静かの海で”を有する『heavenly』辺りでも十二分に発揮されているものの、本格化したのはやはりこの『HEART』からと見るのがよいのではなかろうか[37]」と分析している。楽曲については”Singin' in the Rain”をあげ、「ジャズらしきものに逃げるのではなく、「テイク・ファイヴ」的な変則のリズムを果敢に取り入れている。メロディーはものすごくキャッチーで分かりやすいが、サウンドはそう簡単に仕上げていない。逆に言えば、サウンドが複雑だからこそ、歌のキャッチーさが際立っている印象すらある[37]」と評している。さらに、”虹”については、「プログレッシブであり、サイケデリックでもある短いイントロ部からして、この楽曲の容姿＝バンドの標榜するものが凝縮されていると思う。また、叙情的かつ広がりを持ったメロディーはキャッチーではあるものの、万人受けするタイプというよりは、洋楽的なアプローチが強く、hydeのヴォーカリゼーションの勝利といった印象[37]」と分析している。ちなみに帆苅は、L'Arc〜en〜Cielというバンドについて、「L'Arc〜en〜Cielのすごさは、俗にマニアックと言われたり、拡張高いと言われたりする音楽性を隠すことなく、そこにしっかりと大衆性を注入してポップに仕上げていることだと思う。分かりやすく言えば、敷居が高そうで親しみやすい。逆に言えば、親しみやすそうで敷居が高いとも言える[37]」と表現している。 - OKMusic『今に至るL'Arc〜en〜Cielを確立した、奇跡のアルバム『HEART』』（2015年12月23日）
- ロックバンド・八十八ヶ所巡礼のKatzuya Shimizuは『ギター・マガジン』の＜ニッポンの偉大なギター名盤100＞という企画で本作を挙げている。また、本作について「フレーズの発想力と音作りによる表現力がとにかく素晴らしい。テクニック優先ではなく、表現する為に使うテクニックの数々。開放弦を巧みに用いたアルペジオや、その曲の世界観や景色が浮かんでくるようなギター・ソロ。それらが詰まったこのアルバムは僕にとって今も色褪せない名盤です[38]」とコメントしている。- リットーミュージック『ギター・マガジン』（2020年7月号）

### チャート成績
- 発売初週となる1998年3月9日付のオリコン週間アルバムチャートにおいて、前作『True』に続いて2作目の週間首位を獲得している。また、1998年3月度のオリコン月間アルバムチャートでは、自身初の月間首位を獲得している。さらにアルバム作品としては、通算2作目のミリオンセラーを記録している。なお、同年度のオリコン年間アルバムチャートでは年間15位を記録している。

## 収録曲
| #         | タイトル                | 作詞      | 作曲      | 編曲                          | 時間  |
| --------- | ----------------------- | --------- | --------- | ----------------------------- | ----- |
| 1.        | 「LORELEY」             | hyde      | hyde      | L'Arc〜en〜Ciel, Hajime Okano | 5:58  |
| 2.        | 「winter fall」         | hyde      | ken       | L'Arc〜en〜Ciel, Hajime Okano | 4:53  |
| 3.        | 「Singin' in the Rain」 | hyde      | hyde      | L'Arc〜en〜Ciel, Hajime Okano | 4:34  |
| 4.        | 「Shout at the Devil」  | hyde      | ken       | L'Arc〜en〜Ciel, Hajime Okano | 3:57  |
| 5.        | 「虹 (Album Version)」  | hyde      | ken       | L'Arc〜en〜Ciel, CHOKKAKU     | 5:07  |
| 6.        | 「birth!」              | hyde      | hyde      | L'Arc〜en〜Ciel, Hajime Okano | 4:16  |
| 7.        | 「Promised land」       | hyde      | ken       | L'Arc〜en〜Ciel, Hajime Okano | 4:29  |
| 8.        | 「fate」                | hyde      | ken       | L'Arc〜en〜Ciel, Hajime Okano | 5:40  |
| 9.        | 「milky way」           | tetsu     | tetsu     | L'Arc〜en〜Ciel, Hajime Okano | 4:28  |
| 10.       | 「あなた」              | hyde      | tetsu     | L'Arc〜en〜Ciel, Hajime Okano | 5:15  |
| 合計時間: | 合計時間:               | 合計時間: | 合計時間: | 合計時間:                     | 48:37 |

| #         | タイトル                                  | 作詞      | 作曲      | 編曲                          | 時間  |
| --------- | ----------------------------------------- | --------- | --------- | ----------------------------- | ----- |
| 1.        | 「LORELEY - Remastered 2022」             | hyde      | hyde      | L'Arc〜en〜Ciel, Hajime Okano | 5:58  |
| 2.        | 「winter fall - Remastered 2022」         | hyde      | ken       | L'Arc〜en〜Ciel, Hajime Okano | 4:53  |
| 3.        | 「Singin' in the Rain - Remastered 2022」 | hyde      | hyde      | L'Arc〜en〜Ciel, Hajime Okano | 4:34  |
| 4.        | 「Shout at the Devil - Remastered 2022」  | hyde      | ken       | L'Arc〜en〜Ciel, Hajime Okano | 3:57  |
| 5.        | 「虹 (Album Version) - Remastered 2022」  | hyde      | ken       | L'Arc〜en〜Ciel, CHOKKAKU     | 5:07  |
| 6.        | 「birth! - Remastered 2022」              | hyde      | hyde      | L'Arc〜en〜Ciel, Hajime Okano | 4:16  |
| 7.        | 「Promised land - Remastered 2022」       | hyde      | ken       | L'Arc〜en〜Ciel, Hajime Okano | 4:29  |
| 8.        | 「fate - Remastered 2022」                | hyde      | ken       | L'Arc〜en〜Ciel, Hajime Okano | 5:41  |
| 9.        | 「milky way - Remastered 2022」           | tetsuya   | tetsuya   | L'Arc〜en〜Ciel, Hajime Okano | 4:28  |
| 10.       | 「あなた - Remastered 2022」              | hyde      | tetsuya   | L'Arc〜en〜Ciel, Hajime Okano | 5:15  |
| 合計時間: | 合計時間:                                 | 合計時間: | 合計時間: | 合計時間:                     | 48:38 |

## 楽曲解説
1. 「LORELEY」
フィードバック・ノイズやオートハープ、情緒あるピアノの音色から始まる、バンドサウンドとアルト・サックスが絡み合った雄大で重厚なナンバー。作詞・作曲を手掛けたhyde曰く、ドイツの名所のライン川沿いにあるネコ城という古城に宿泊した際に、この曲の原型が生まれたという。ただ、この曲のイメージ自体は、ドイツに渡航する前の日本で想像していたといい、hydeは「アルバムを作り始める前から思ってたんです。いちばんヘヴィーな曲を最初に持っていきたいって。ギターでいちばんヘヴィーっていったらコード・キーは"Em"。じゃあ"Em"で始まる曲をって[12]」と語っている。他のメンバーも、この曲を1曲目にすることに賛同していたといい、本作発売当時のインタビューにおいてtetsuyaは「みんな、これが1曲目がいいと思った。一致でしたよ[39]」、yukihiroは「これが最初だったらカッコいいなあと思ったよ[39]」と振り返っている。さらに、kenは「俺はシングル（の表題曲）にまですすめたんだ[39]」と述べている。
ドイツで楽曲の着想を得たエピソードについて、hydeは「泊まったところがお城だったんですけど、中が禁煙なんですよ。そうすると必然的にそこにあるバルコニーに行かなきゃいけなくて。そのベランダが、すごい景色がよくてね。下にはライン川が流れていて、そのライン川の上流の山には"ローレライ"って名所があるんですけど、それが一望できるんですよ。すごくきれいで曲にしようって思った時に、そういえば"E"で始まる曲を作りたいと思ってたなって思い出して書き始めて[26]」「細かい状況は忘れましたけど…苦労した記憶がなくて。なんかフェイド・インというか、すーっと流れ込む感じでメロディが出てきたんで、そのままギター弾いてたら1曲出来た[26]」と本作発売当時のインタビューで振り返っている。
この曲に採り入れられたノイズはyukihiroが手掛けており、オートハープはkenが弾いている。また、kenはこの曲で、フェンダー・カスタム・ショップ製のストラトキャスターの他に、ワッシュバーン製の12弦のエレアコも弾いている[40]。ちなみに、イントロのハウリング部分の音は、ローランド製の小型アンプ「Roland Jazz Chorus J-20」を使い鳴らしている[40]。また、tetsuyaはこの曲で1965年製のフェンダー・ジャズベースを弾いている[40]。
さらに、この曲に採り入れられた印象的なアルト・サックスの音は、hydeが演奏したものとなっている。1997年2月末にバンドが事実上の活動休止状態となった後、hydeはメンバーに内緒でサックスの練習していたといい、「アルバムで、どっかで吹ければいいな[41]」と思っていたいう。ただ、hydeはこの曲のレコーディングでサックスを吹く想定はしていなかったという[41]。この曲のレコーディングでサックスを演奏した経緯について、hydeは「最初は裏声で（サックスの部分の）メロディーを入れてたんですけど、あとでソプラノ・サックスか何か入るとキレイかなーと思って。でもアルト・サックス持ってるから、1回吹てみたらすごいよくって。ソプラノよりいいかもしれんって[41]」と述べている。余談だが、kenは「（hydeは自分がサックスを練習していることを）最初は隠してたんですよ。でも隠してるって知らないウチ（事務所）の社長が、しゃべってしまって、それで知りました（笑）[41]」と語っている。ちなみに、ライヴでこの曲を披露する際も、音源と同様にhydeがサックスを演奏することが多い。
歌詞も曲と同様に、前述のネコ城からの風景を見て感じたイメージをもとにhydeが綴っており、タイトルもライン川にあるローレライと呼ばれる伝説の岩からとられている。hydeは城から見た風景について「完全に映画の世界。スクリーンに映ってる光景を眺めているようで…。しかもすぐ近くにはローレライの伝説の岩があって。トータルで、"あの世とこの世の境がここにある"、って感じの眺めだった[12]」と語っている。また、歌詞を手掛けるあたっての心境について、hydeは「作りながらライン川やローレライの岩が持つ歴史の重みもヒシヒシと感じたしね。その部分をぜひ歌にしたかった[12]」と述べている。
ちなみにこの曲は、1998年に本作を引っ提げて開催したライヴツアー「Tour '98 ハートに火をつけろ!」の後、長きにわたりライヴで演奏されていなかったが、2008年に世界7都市で開催したライヴツアー「TOUR 2008 L'7 〜Trans ASIA via PARIS〜」で約10年ぶりにライヴで演奏されている。
2. 「winter fall」
1998年1月に8thシングルの表題曲として発表された楽曲。このシングルで自身初のオリコン週間シングルチャート首位を獲得している。
コーラスワークが印象深い幻想的なウィンターソングとなっており[42]、ストリングスやブラスのサウンドを導入し華やかなアレンジを施した楽曲となっている。作曲を担当したken曰く、この曲を作り始めた時期が冬だったこともあり、「冬の海[43]」「砂浜に打ち寄せる波、そんな雰囲気をイメージして書いた[43]」という。ただ、曲の原型を作った後、デモ音源を録ることになったタイミングがたまたま"夏"の時期であったことから、kenの中で曲のイメージが「海の家のスピーカーから鳴ってるような感じ[44]」に変わったといい、作詞を手掛ける前のhydeに「夏の雰囲気を感じる曲」とイメージを伝えたという。ただ、デモ音源を聴いたhydeの印象は「スキー場でかかってるイメージだった[44]」といい、結果的にhydeの意向により"冬"や"雪"を題材にした歌詞が書かれることとなった。ちなみに、この曲の原型はコンサートツアー「CONCERT TOUR '96〜'97 Carnival of True」を終えた直後に作られたため[43]、kenは「構成だったり楽器の組み合わせの作り方は、『True』の名残がより出てる[14]」と、この曲の印象について述べている。kenが前作『True』を制作していた頃の流れでこの曲を制作したこともあってか、本作に収録されたken作曲の楽曲の中においてこの曲は、かなり緻密なデモテープがkenの手により作られていたという。
ストリングスおよびホーンアレンジ作業には、ピチカートファイヴやMONDO GROSSOの作品制作に携わった村山達哉に加え、作曲者であるkenが参加している。この曲のアレンジ作業について、岡野ハジメは「"winter fall"は8割ぐらいkenちゃんのプリプロ段階で完成していたと思います。コードの感じやメロディ、ストリングス、ブラスの基礎構造はkenちゃんデモの段階で出来上がっていたので、"これは凄いな"と思いました。そう、俺はこの曲にリズム・アンド・ブルースを感じるんですよ。黒人音楽的な躍動感というか…。（中略）当時kenちゃんはまだプロ・ツールスを持っていなかったので、シーケンサーとかを使った打ち込みによるデモだったと思いますけど、俺はそれをさらにメジャー感が出るようにブラッシュ・アップしただけで、基礎構造はkenが作ったままです。単にロック・バンドのギタリストというだけじゃなくて、アレンジとかもできる素晴らしいミュージシャンだなと思いました[21]」と語っている。また、岡野は、kenの楽曲制作について「kenちゃんはアレンジができて、譜面の読み書きもできる人です。彼と仕事をしていて、凄く勉強になったのは…（中略）kenちゃんは内声に凄くこだわるんですよね。ギタリストだからでしょうけど、ミッドのところをどうするか、歌と他の楽器の音が当たっていないか、ストリングスの中でビオラの帯域をどうするか？といった、内声の動きにこだわるんです[45]」「kenちゃんはたまに、リズム・テイクだけだと、最終的にどういう音楽になるかわからないようなギターを弾くことがあるんです。1音だけピーン!という音を弾いて、この音は何で鳴ってるのかなと思っていたら、あとでストリングスやいろいろな音が出揃った時に、"このピーンはトップ・ノートだったんだ。やっと分かった"なんていうこともありました。最初から、重ねた末にそういうハーモニーになることをちゃんと検証できて弾いているんです[45]」と、2019年に発表した自身の書籍において評価している。メンバーであるtetsuyaも、kenのアレンジ作業について「彼はギターに対してというよりも全体を見てるから。ギタリストだからそれをギターでやろうっていうタイプじゃなくて、全体を考えてる[46]」と評している。さらにyukihiroは、この曲の印象について「kenのこだわりを感じた曲ですね。ストリングス・アレンジとか、そういう音の積み重ね方とか[46]」と本作発売当時のインタビューで語っている。
この曲では、透明感と奥行きのあるアルペジオが印象的なギターアプローチを感じることが出来るが、かなり凝った音作りが行われている[40]。まず、この曲ではフェンダー・カスタム・ショップ製のストラトキャスターを使い、ピックアップをフロントにセットしたうえで弾いた音を、3つのラインに分けている[40]。1番目のラインはラック式アンプ「Groove Tubes SLO 75」とマーシャルのスピーカーというセットアップになっており[40]、2番目のラインはコーラスとディレイをかけたうえで卓に入力している[40]。そして3番目のラインはワーミーをかけ、1オクターブ上の音をプラスしているが、こちらもアンプを使わずライン入力となっている[40]。さらに、スタインバーガーの12フレットにカポタストを取り付け、1オクターブ上でプレイした音もダビングしている[40]。そしてギターソロパートでは、フュージョンやジャズ系のサウンドをイメージし[40]、1967年製のギブソン・ES-345にコンプレッサー「Orange Squeezer」をつけてレコーディングを行っている[40]。
また、この曲のベース録りについてtetsuyaは「（アルバムに収録された楽曲の中で）この曲だけ使ってるベースが違うんですよ。そのへんはkenのイメージがあったみたいで[47]」と語っており、kenの意を汲んだうえでベース録りが行われている。ちなみに、この曲のレコーディングでtetsuyaは珍しく1971年製のギブソン・EB-3（SGベース）を使用しており[40]、全編にわたりフィンガー・ピッキングで弾いている。さらにアンプは、オールドと1987年製のAmpeg-SVTを使用しており[40]、オールドの方はフェンダーのスピーカーと組み合わせ中域を主体とし[40]、87年製の方は低域を全面に出した音作りを行っている[40]。
ドラム録りにおいても、ベース録りと同様にkenの求めるサウンドがあったという。具体的にはkenから「ローファイなサウンドがほしい[40]」というリクエストがあったといい、その音を再現するため本作に収録された楽曲の中で唯一異なるドラムセットを使いレコーディングを行っている[20]。ドラムアプローチについて、yukihiroは「俺の感じではちょっと古い音で、でもしっかり後押ししてるような感じの。だからこの曲だけはドラムセットを小さくして、狭い部屋に入れて、すごくデッドな感じで録った。マイクはたぶん2〜3本しか立ってなかったと思う[20]」と語っている。
また、yukihiro曰く、ジャングルの要素も意識していたといい[20]、曲中にブレイクビーツが終始採り入れられている[20]。後年に受けたインタビューでyukihiroは「ちょうどエヴリシング・バット・ザ・ガールとかがちょっとドラムンベースっぽいアプローチしてて、"ああ、こういうふうにアプローチしたらハマるかな"と思ってやったのが"winter fall"なんですよ[48]」と語っている。ちなみにyukihiro曰く、この曲のイメージについてkenから「スウィング・アウト・シスターみたいな感じ[48]」という話をされていたという。レコーディング前にこの話を聞いたyukihiroは「"…えぇ？8ビートの速い曲だよねぇ"って（笑）[48]」「速い8ビートの曲に対する捉え方が、kenは面白い[48]」と思ったという。
歌詞はシアトリカルなリリックとなっており、作詞者であるhydeが"冬"や"雪"に対して抱いている、憧れのようなフレーズが歌詞に綴られている。この憧れの感情には、hydeが雪のほとんど降らない地域で育ったという背景が影響しており、＜目を閉じた僕は冬の冷たさを 今でも暖かく感じている＞など、冬を題材にしながらも温もりを感じるようなフレーズが歌詞に散りばめられている。歌詞のイメージについて、hydeは「雪国の人はあんまり雪が好きじゃないらしいですけど、僕は雪のない所で育ってるから、凄くワクワクする。そういう雰囲気を出せればいいかなって[44]」「人間って、寒いときは温まろうとするじゃないですか。寒いからこそ、ストーブでちょっと温めようとか、お鍋しようとか。そういうのがいいなと思うんですよね。だから、僕のなかでは、冬ってあったかいイメージなんです[49]」と語っている。ちなみに、hydeはこの曲の作詞作業にはかなり苦労したといい、シングル発売当時のインタビューにおいて「（作詞は）すっごい煮詰まりました。曲を貰った時は色恋沙汰めいた雰囲気を感じたんですけど、僕の精神状態が全然そういうものじゃなかったっていうのが大きいですね。だから、そういう雰囲気に自分を持って行くのがいちばん難しかった。でもアルバムのバリエーションを考えた時に、これはこれで突き詰めた方がいいんじゃないかと思った[42]」と語っている。
タイトルはhydeが考えた造語で、「winter（冬）」と「curtain fall（閉幕）」を組み合わせた、「冬の終わり」を意味するワードとなっている[44]。また、歌詞は曲名の「冬の終わり」と「恋の終わり」がリンクしたリリックに仕上げられており、ひとつの恋が冬とともに終わりを迎え、新しい季節を前に、主人公の心だけが冬に取り残されてしまうストーリーになっている。そのためこの曲は、＜僕は失くした面影探してしまうけど 春の訪れを待ってる そびえたつ空囲まれて しらん顔でもえる太陽＞というフレーズで曲が締め括られている。
余談だが、2024年2月4日に放送されたTOKYO FM系ラジオ番組『SPITZ 草野マサムネのロック大陸漫遊記』において、パーソナリティーの草野マサムネ（スピッツ）が「冬の歌」という選曲テーマの中で「winter fall」を選んでいる[50]。草野は同番組において、「winter fall」を選んだ理由について「個人的に日本のロックの冬ソングで、パッってこう浮かんだ曲というのが、ラルクの「winter fall」という曲なんですけども。これ聴いてるとねなんか、90年代の冬の空気がね、蘇りますよね。なんかハイテクスニーカー履いた若者がちょっとこう、冬の街を歩いてるような光景が蘇るというかね[50]」と述べている。また、草野はL'Arc〜en〜Cielというバンドについて「ラルクは曲も歌唱もとても魅力的なんですけども、サウンドがねぇ、すごいタイトでカッコいいので、当時あの、レコーディングのときに参考にしていました。なんかこう、サウンドを参考にするアーティストっていうのは、ほぼ洋楽のアーティストっていうか、洋楽のバンドがほとんどだった中で、ラルクはそんな中で数少ない"音がカッコいいなぁ"って思ったバンドでしたね、邦楽のね[50]」と語っている。ちなみに、tetsuyaとTAKURO（GLAY）が2004年にTOKYO FM系ラジオ番組『やまだひさしのラジアンリミテッドDX』で対談した際、TAKUROが「L'Arc〜en〜Cielの楽曲の中で好きな曲」として、「winter fall」と、インディーズ時代に発表した楽曲「As if in a dream」「予感」の3曲をあげたというエピソードもある[51]。
3. 「Singin' in the Rain」
スウィング・ビートならではのハネたリズムが印象的な、ジャジーな雰囲気を纏った楽曲[52]。作詞・作曲を担当したhydeは、この曲の制作イメージについて「何か湿ったピアノが…。僕は湿ったイメージが鳴っていればいいなあ[53]」と考えていたといい、雨が降る中で歌うというイメージをもとに、ミュージカル映画『雨に唄えば（Singin' in the Rain）』に由来するタイトルを付けている。
この曲のリズムアプローチについて、yukihiroは「hydeからはピアノのリフと絡む様な感じがいいな、っていうのはあったんです[15]」「最初はもっとちゃんとした4ビートっていうか、もっとジャズっぽい雰囲気なのかと思ったけど[15]」と語っている。また、tetsuyaはこの曲のベース録りで、所謂ジャズ風のランニング・ベースなどは弾いておらず、曲全編がオリジナリティ溢れるフレーズで埋めつくされており、スウィングの雰囲気を感じるようなノリが強調されたプレイをしている[52]。
ちなみに、この曲に収められたギター、ベース、ドラムの音は、共同プロデューサーを務める岡野ハジメの意見もあり、プリプロダクションのテイクが採用されている[54]。そのため、ジャズクラブなどで見られるフリー・セッションをそのまま収めたような音源に仕上がっている。プリプロのテイクを本テイクとしたことについて、tetsuyaは「本番の録りの時に聴き比べると、やっぱりプリプロの方が全然よかったんです。（プリプロのテイクの方が）変に力の入ってない、リラックスした感じで。本番のレコーディングの方は何か固くなっちゃって[15]」と語っている。また、yukihiroはドラム録りを振り返り「僕はちょっとゴネて1回やり直してみたんだけど、最初の方がノリが軽い感じだったんですよ。で、もう1回やり直したら、ハネてない感じになってきちゃって。で、最初のノリがいいから、細かいこと気にしないでそっちにしようって[46]」と述懐している。さらに、kenは「プリプロ段階の録ったやつが使われてる曲のひとつなんですが、その時はこもった音の方なのか、もっとパキッとクリアな音、普通な雰囲気になるのか、どっちかわからなかったんですけど、ジャジーな方かなと思って、軽く演奏した感じですね[53]」と述べている。
余談だが、この曲の原型は、本作発売の約1ヶ月後に発表したシングル「DIVE TO BLUE」のカップリングに収録された楽曲「Peeping Tom」のデモ音源にサビとして付けていたフレーズのひとつであった[55]。「Peeping Tom」のデモ音源には、当初サビが2つ存在していたが[55]、作曲者であるhydeの「どっちのサビも強調できない」という考えから[55]、レコーディングするにあたりサビのひとつを切り分け、この曲が新たに制作されることになったという[55]。こういった制作経緯から、hydeはこの曲と「Peeping Tom」を「双子[56]」と表現している。
ちなみにこの曲は、音源を発表して以降、ほとんどのライヴで演奏されることがなかったが、2022年に開催したバンド結成30周年を記念したライヴ「30th L'Anniversary LIVE」で約24年ぶりに披露されている[57]。
4. 「Shout at the Devil」
生々しく音のしぶきが迸るような、パンキッシュでライヴ映えするロック・ナンバー[53]。作曲者のken曰く「『Siesta 〜Film of Dreams〜』のための曲を書いているときに、メロの一部分はできてた[39]」といい、当初は音源よりもテンポの遅いメロディだったという[39]。
これまでのL'Arc〜en〜Cielのレコーディングでは基本的にドラム、ベース、ギターの順で録音作業を行っていたが、この曲ではアンプ、スピーカーを含めた機材を全て一室に入れ[11]、バッキングをすべて一発録りでレコーディングしている[54]。さらに、この曲のレコーディングでは、通常のレコーディングで使うガイドリズムを出すためのリズム・マシン（ドンカマ）を使用していない[11]。そのため、ギターソロ前でリズムが倍のテンポになる箇所は、yukihiroがバンドサウンドを牽引している[11]。
この一発録りはkenの思い付きによるもので、kenは「4人と同じ部屋で一緒に演奏して、そのまま録ってみたらどんなんになるんだろうって[53]」「クリックも聞かずにガーンとやってみたらどうなるだろうって[39]」と経緯について語っている。また、tetsuyaは「（一発録りは）曲が求めてたっていうことと、やっぱりそれまでのラルクの歴史…sakuraとkenとhydeと僕の歴史があるんで、早く新しいメンバー（yukihiro）と馴染みたいっていう、そういう気持ちがどこかにあったんじゃないですかね。言葉では誰も言ってないけど[17]」と述べている。なお、この曲のレコーディングにおいて、kenは1981年製のギブソン・レスポール・スタンダード[54]、tetsuyaは1965年製のフェンダー・ジャズベースを使用している[54]。
また、この曲には随所に破裂音のようなサウンドが入っている。これはyukihiroが叩いたサウンドであり、破損したシンバルを重ねたものを金属の棒で叩くことでこの音を出している[54]。そのため本作のブックレットにおいて、yukihiroに"Metal Percussion"というクレジットが付されている[54]。
余談だが、この曲のバッキングを一発録りした際、kenがギターソロを弾くためワウを踏んだ場面で、スイッチ不良によりエフェクターが上手く切り替わらないトラブルが発生しており、このハプニングはそのまま音源に残されている[54]。tetsuyaは本作発売当時に受けたインタビューの中で、このハプニングを振り返り「（kenが）ギター・ソロの途中でエフェクターを踏んだときに、接触かなんかが悪くて一瞬、素の音になっちゃったの。この曲はひとつの部屋で"せーの!"で一発録りしてたから、もう誰かひとり間違えたらダメな曲だったんだよね。だから"ありゃー!もう1回やり直しかい"と思って、俺もうちょっとで演奏やめるところだったもん（笑）。けど、とりあえず最後までいって。で、聴いてみたら、そのトラブッたところもカッコよくて。だからあれはもう二度とできないようなものですよ[46][8]」と語っている。さらに、この曲の冒頭のhydeによるカウント＜1,2,3,Go!＞の前に「ちょっと大きくして」という声が入っている。これがメンバーの声か、スタッフの声かは不明だが、実際の音源で小音量ではあるものの確認することができる。
この曲はL'Arc〜en〜Cielのライヴのアンコール前のラストナンバーとして演奏されることが多く、大きな盛り上がりをみせる曲のひとつとなっている。ちなみに、ライヴでは音源からテンポアップして演奏されることが多い。また、歌詞の＜真実の旗 振りかざせ!＞というフレーズを歌う際、hydeはマイクスタンドを高々と振り上げ、歌唱後にステージにマイクスタンドを叩きつけるパフォーマンスを行うことが多い。さらに、この曲の演奏が終わった後に、yukihiroがドラムソロを数分行う演出もライヴの定番となっている。
余談だが、モトリー・クルーが1983年に発表したアルバム『シャウト・アット・ザ・デヴィル』に、この曲と同タイトルの曲が存在している。このバンドはhydeが敬愛しているバンドのひとつであり、1999年に開催したライヴツアー「1999 GRAND CROSS TOUR」などのライヴでは、この曲を演奏する前にモトリー・クルーの同タイトル曲の一部フレーズをカバーしたことがある。このカバーの模様は、前述のツアーの模様を収録したライヴビデオ『1999 GRAND CROSS CONCLUSION』に収められている。
また、2012年に発表したトリビュート・アルバム『L'Arc〜en〜Ciel Tribute』では、L'Arc〜en〜Cielと同じレコード会社に所属するロックバンド、シドがこの曲のカバーを行っている。このカバーでは、原曲に忠実なプレイ・アレンジで演奏されている。
5. 「虹 (Album Version)」 (※)シングル発売時に制作されたMV映像
1997年10月に7thシングルの表題曲として発表された楽曲のアルバムバージョン。
力強さと希望が秘められたドラマティックかつスケールの大きな楽曲[58]。バンド名の「L'Arc〜en〜Ciel」が、フランス語で「虹（＝空に架かる弧）」を意味していることもあり、この曲はL'Arc〜en〜Cielを代表する楽曲の一つとして位置づけられている。
1997年2月に当時のドラマーであるsakuraが逮捕され、バンドが事実上の活動休止となった後、同年5月から曲作りとリフレッシュのため、残りのメンバー3人はイギリスに渡航していたという。渡航先のロンドンにある楽器屋で、kenはアコースティック・ギター、ギブソン・J-50を購入したという[59]。そして、kenがこのギターを何気なく鳴らしていたときにこの曲の原型が生まれている[60]。曲の原型が生まれた経緯について、作曲を担当したkenは「（ロンドンで買ったアコギを）日本に持ち帰ってポロポロ弾いてるうちに出来てきた曲なんです。最近だとキーボードの前にちゃんと座って曲作ろうと思って作ったりしたんだけど、今回は遊んで弾いてる間に3分くらいで出来ちゃって。それを皆で合わせて演奏して、またいいほうへ持ってった[60]」と語っている。このように、原型を制作した時は具体的なイメージがあった訳でなく、偶発的に曲の着想が浮かんだため、ken自身も「俺、今まであり得ないと思ってたんだけどね。スラスラッと無意識に出来るなんてことは。いつもは部屋を暗くしたりとかして、少しフレーズが出来たら、それに対してこういう風なフレーズに進んだらカッコいいとか、そうやってきたから。だから曲をいじってるっていう時間もあるから、イメージもどんどん膨らんで、メロディ以外のことを考えたりっていうのが並行して進んでたんだけど、この曲はもうスッと出来ちゃって。NOイメージだった[60]」と語っている。
さらにこの曲には、日本のメジャーシーンで流れるような楽曲にありがちな、Aメロ、Bメロ、サビという明確な展開が存在していない[60]。こういった楽曲構成になった経緯について、kenは「気持ち的には洋楽っぽくしたいとは思ってなかったんですけど、日本で聴いてかっこいいと思う曲が海外で聴いてあんまりよくないなということもあるし、逆にどこがいいのこんな曲？って思ってた海外の曲をロンドンで聴いたらしみてきたりとか。今回ロンドンに行ってそういうのを感じたから、それが無意識に出てるのかもしれない[60]」と振り返っている。なお、この曲のプロデュースおよびアレンジにはCHOKKAKUが参加している。この起用はバンドのディレクターを務めた中山千恵子の推薦によるもので、kenは「（アレンジは）いろんなことを削っていく方向、ギターが前に出る方向でCHOKKAKUさんは動いてたかな[60]」とアレンジ作業について述べている。
余談だが、kenはこの曲の仮タイトルに「ペニンシュラ」という名前を付けていたという[14]。この仮タイトルは、香港にある有名ホテルから取られている。ken曰く、香港の主権がイギリスから中華人民共和国に返還される前に、一度香港を見ておきたかったため、曲提出の締め切り前であることを承知で旅行に出かけたという[14]。そこでkenは、香港に遊びに行っていると思われないようにするため、すでに原型が出来上がっていた「虹」に、香港を彷彿とさせる仮タイトルを付けたという[14]。このエピソードについて、kenは「香港でずっと遊んでたと思われると困るので（笑）、"香港に曲書きに行ってきます"ということにして。だから、あたかも香港でイメージがわいたかのように、仮タイトルが「ペニンシュラ」[14]」になったと音楽雑誌のインタビューで述懐している。ちなみに、香港にはtetsuyaとyukihiroも訪れており、これと似たようなエピソードが「DIVE TO BLUE」の制作においても存在する[61]。
歌詞はhydeが手掛けており、曲が進むにつれて前向きな想いが溢れるようなリリックが綴られている。歌詞のイメージは、曲ができる以前からhydeの中にあったといい、hydeは「人に訴えるような詞にしたい[62]」と思っていたという。hydeは作詞作業を振り返り「きっと何を書いてもsakuraの事件にからめた、いろんな解釈の仕方をされるでしょ。で、それは避けられないことでもあると思ってるから。そういう部分で、最初はちょっととまどいがあった[62]」と語っている。なお、hydeは出来上がった歌詞について、「最終的には…。なんていうか、自分のまわりすべてを包み込めるような詞になったなと思います[62]」「とにかく前向きでいようと。その気持ちは絶対に失くしちゃいけないなって思ってました[62]」と述べている。
また、歌詞は全体的にhydeが得意としている叙情的なフレーズが展開されているが、＜全ては真実と共にある＞というフレーズは、テレビアニメ『新世紀エヴァンゲリオン』に登場する台詞をオマージュしたものとなっている[63]。このフレーズは、前述のアニメに登場するキャラクター、加持リョウジが葛城ミサトに宛てたメッセージの一節の「葛城、"真実は君と共にある"、迷わず進んでくれ[64]」を意識したものとなっており[63]、tetsuyaのリクエストで歌詞に取り入れられたという[63]。ちなみに、オマージュを取り入れたのは、この曲を手掛けていたころにhydeとtetsuyaがこのアニメを熱心に観ていたことが影響しており、このフレーズについて後年tetsuyaは「加持さんのセリフをもとに僕が提案したんですよ。リスペクトして引用してるっていうか、モチーフにしてるというか[63]」と語っている。また、tetsuya曰く、シングル「虹」のジャケットに関しても、エヴァンゲリオンの雰囲気を意識したデザインを採用したという[30]。余談だが、シングル「虹」に関するインタビュー記事が載った音楽雑誌『WHAT's IN?』（1997年10月号）の表紙にL'Arc〜en〜Cielの写真が使われているが、この撮影でtetsuyaは、同アニメに登場する秘密結社・ゼーレを表す7つの目の紋章が刺繍されたシャツを着用している。さらに音楽雑誌『B=PASS』（1997年11月号）には、同アニメに登場するキャラクター、第2使徒のリリスが刺繍されたシャツを着用しているtetsuyaの写真が掲載されたページがある[62]。
間奏にはhydeによるポエトリーリーディングが取り入れられている。音源ではhydeが詩を読み上げているが、ライヴで披露する際はkenが読み上げることもある。ちなみに、この台詞部分のリリックは1997年に東京ドームで開催したライヴ「1997 REINCARNATION」のグッズTシャツにも綴られている。
シングルに収録されたバージョンと異なり、間奏部分のポエトリーリーディングの部分が聴き取りやすいミックスで収録している。また、アコースティック・ギターの音も強調されているが、hydeは「アルバムの宣伝みたいに思われるから悩んだ」と述べている。ちなみに、このアルバムミックスは、レコーディング・エンジニアの比留間整の意向が大きく反映されており、hydeは「エンジニアの比留間さんが"僕はこうしたい"っていう感じ[53]」と表現している。
6. 「birth!」
アルバム後半の幕開けを飾る、目が覚めるような疾走感のあるポップス。tetsuyaは、この曲を「（レコードでいうところの）B面の1曲目[8]」と表現している。
作詞・作曲を手掛けたhyde曰く「イギリスのイメージで作った[11]」という。一方、kenは「この曲ってメジャー調にもマイナー調にもとれるコード進行が出てくる。その感じを満たすにはインド・スケールしかないと思ったんですよ。そしたら（共同プロデューサーの）岡野（ハジメ）さんも"そうだよね"って言ってくれたんで2人して盛り上がった[11]」と述べており、岡野ハジメとともに「インド（で聴こえるような曲調）っぽくしよう」とhydeに内緒で密かにアレンジ作業を進めていたという[11]。その後、kenと岡野の動きに気づいたhydeは「これはイギリスのイメージで作った曲。だからインドじゃなくてそっちに連れてって[11]」と抵抗し、結局hydeが望むアレンジに変更したという。この曲の制作を振り返り、kenは「結局ギター・ソロのところだけインド・フレーヴァーを出すことになった[11]」と語っており、hydeも「（残ったギターのインド・フレーヴァー）それがこの曲のチャームポイント」と述べている。
この曲のギター録りでは、リアンプで音作りを行っている[65]。プリプロの時、kenはレスポールにエレクトロ・ハーモニックス社の「Graphic-Fuzz」をかけ、マッチレスで弾いていたという[65]。ただ、「ギターの歪みが強すぎる[65]」と感じたため、ラインで録音していた素の音を活用し、新たに音を作り替えたという[65]。具体的には、一度テープに収めたことでロー・インピーダンスになった音を、リアンプを通すことでハイ・インピーダンスに戻し、そのうえでギターサウンドを再構築している[65]。また、この曲のBパートとサビではテレキャスターで鳴らした音を採り入れており[65]、ヘッドアンプはハリー・コルベが改造したマーシャル製のアンプを使用している[65]。さらに、この曲のギターソロパートは、ワウとリバースを合わせたようなサウンドが印象的だが[65]、これはエレクトロ・ハーモニックス社のマイクロシンセサイザーというエフェクターを活用した音となっている[65]。
歌詞のイメージについて、hydeは「聴いた人が、"こういうふうに目覚めたいな～"でもいいし、自分に置き換えてもらったらいいんだけど、僕自身は皮肉っぽい意味で、バカが生まれたっていう、そのバカさ加減を出そうと思って[53]」と語っている。また、歌詞の中に＜遠く行く鳥がほら ウィンクしている＞というフレーズが登場するが、このフレーズについてhydeは「遠くにいる鳥がウィンクするのが見える訳ないけど、（歌詞に登場する）この人には見えてる訳で。僕からしたらおかしいなとは思ってるんですけど、その人は、"オレは目覚めた"と（思ってるんでしょう）[53]」と語っている。ちなみに本作発売当時のインタビューで、タイトルに感嘆符の「!（エクスクラメーション・マーク）」を付けた理由をインタビュアーに聞かれた際、hydeは「ないとね、何か違うんですよ[53]」と答えている。
7. 「Promised land」
ゴシックな香りをたたえてパンキッシュに疾走するナンバー[66]。作曲を手掛けたkenは、この曲のイメージについて「暗めで始まって、ばかげたような世界に行く感じ[39]」「ちょっとつじつまは合ってないんだけど、勢いがあってガーッといく、怖さみたいな部分があったほうがいいなと思った[39]」と語っている。また、kenは、楽曲制作の方向性について「何か真面目に作るんじゃなくて、何かこう、落差とかシュールっぽいというか、そういうところが出せればいいなあとは思ったんですけど。あと曲調的には、歯車とかが合ってなくて、キシキシ回ってるような感じ[67]」と語っており、クリアー・トーンとファズ・サウンドという異なるテイストのギターサウンドを1曲の中にまとめあげている[65]。なお、左チャンネルに入っているクリアー・トーンはギブソン・E-235のフロントPUを使い、ローランド製の小型アンプ「Roland Jazz Chorus J-20」で鳴らしており[65]、右チャンネルに入っているノイジーなギターサウンドはギブソン・レスポールにZ.VEX社のファズエフェクターを使い鳴らしている[65]。
さらにkenの意向により、この曲にはメロトロンや語りが取り入れられている[11]。このことについて、kenは「ギター・パートとかがストレートだった分、ちょっと変わった要素を入れてみたかった[11]」と述べている。ちなみに語り手には、hyde（Master Devil）以外に、ナレーターの木村匡也（Devil's Voice）と共同プロデューサーの岡野ハジメ（Grand Master Devil）の2人が参加している。なお、岡野ハジメはブックレットのクレジットにおいて、ポール・ギルバートをもじった"Chinpaul Gilbert（読み：チンポール・ギルバート）"という表記で記載されている[11]。
また、この曲のレコーディングを振り返り、tetsuyaは「僕はロンドンでマリリン・マンソンのライヴを観たのが大きいですねぇ（笑）。具体的にベースのフレーズがどうのこうのじゃないけど、"ライヴを見て"っていう影響みたいなものは何かしらある[8]」と述懐している。さらにyukihiroは、この曲のドラム録りについて「速いし3連だしむずかしかったです。3連系の曲ってあまりやったことなかったし[8]」と語っている。ちなみに、ライヴでこの曲を披露する際は、音源からテンポアップし演奏されることが多い。
歌詞はhydeが手掛けており、人間社会をあざ笑ったようなリリックが綴られている。なお、この曲の2サビにおいて、ビートルズの楽曲「ストロベリー・フィールズ・フォーエバー」に登場するワードが使われた、＜Devil's walk in the strawberry fields＞というフレーズが登場する。なお、ビートルズの楽曲に登場する＜strawberry fields＞は、リヴァプール郊外に実在した孤児院「ストロベリー・フィールド」に由来している。余談だが、hydeは2003年に、ビートルズの楽曲「ルーシー・イン・ザ・スカイ・ウィズ・ダイアモンズ」のカバー音源を発表したことがある。
さらに、2005年にはパートチェンジバンド、P'UNK〜EN〜CIELとして、tetsuyaのディレクションのもとリアレンジしたうえで、この曲をセルフカバーしている。このセルフカバーは、28thシングル「Link」に「Promised land 2005」として収録されている。この曲をセルフカバーした理由について、tetsuyaは「この曲、歌ってみたかったんですよ、メロディがきれいだし[68]」と述べている。また、tetsuyaはセルフカバーのアレンジ作業について「アレンジ的に今回はキーを下げて、ウィスパーっぽく歌いたかったので。そのほうが僕の声質に合うと思って[68]」と語っており、カバーするにあたり原曲からキーをAmからGmに下げている。さらに、原曲からリズムパターンなども変更されている。
8. 「fate」
妖艶でダークな雰囲気を纏ったダンサンブルなロック・ナンバーで[69]、エレポップ期のシンプル・マインズを彷彿とさせるような[70]、耽美的なサビへの展開が印象的な楽曲となっている[70]。hydeがドイツで本作の1曲目に収録された「LORELEY」の着想を得たように、この曲の原型は、kenがドイツの名所のライン川沿いにあるネコ城に宿泊した際に考えられていたという[39]。この曲の発想が生まれたネコ城の印象について、作曲を担当したkenは「城が崖っぷちの上に立ってて。崖の下が谷で、その下にライン河が流れてて、ローレライがあって、電車とか通ってる。そこに泊まった最初の晩に、雷が鳴って、嵐みたいになったんですよ。もう楳図かずおが描くようなマンガの世界。あの世とこの世の接点が、そこにあるんじゃないかって雰囲気で[39]」と述懐している。また、当初の構想ではテンポの速い曲にする予定であったが、kenとyukihiroが話し合い、現在のテンポに変更したという[39]。この曲のリズムについて、kenは「例えばボートとかがすごいスピートで走ってたら、エンジンを止めても惰性でゆっくり進むじゃないですか。たゆたうような感じ。そういう雰囲気が出ればいいなって、yukihiroに伝えたら、それをすごく感じてくれて、いいリズムパターンができたんだ[39]」と語っている。
この曲のドラムプレイは生ドラムを使いながらも、ナイン・インチ・ネイルズあたりが取り入れていたようなインダストリアルの雰囲気のあるリズム・アプローチとなっており[71]、yukihiroはAメロでフレーズがループしたような機械的なドラムを叩いている[72]。yukihiroはこの曲のリズム・アプローチについて「"この曲が持ってるタイム感"みたいなものが崩れていかないようなドラムが叩けたらいいなとは思ってました。ブレイクビーツが入ってるっていうよりは、パーカッションが入ってるっていう感じに聴こえるドラムですね[8]」と語っている。また、この曲のバックでは、共同プロデューサーの岡野ハジメがモジュラーシンセサイザーのARP 2600で手掛けたシーケンス・パターンが終始流れている[73][72]。結果的にこの曲は、1980年代後半から1990年代前半にイギリスで流行した、インディー・ロックとダンス・ミュージックを融合したインディー・ダンス風のリズムパターンになっている[70]。
また、この曲のギターサウンドは、随所で深いディレイがかかっていることが特徴としてあげられる[65]。kenはレコーディングの際、敢えてマクソン社のアナログ・ディレイのみを用い、ギターを弾いていたという[65][74][75]。そして、録り音にデジタル・ディレイをかけ[65]、さらにその音をリアンプしたものにエレクトロ・ハーモニックス社の「Deluxe Memory Man」のディレイを足してサウンドを作ったという[65]。ちなみにkenは、この曲をライヴで演奏する際、音源のギターソロパートのフレーズを無視し、インプロヴィゼーション的なアプローチで弾くことが多い。
さらにtetsuyaは、この曲のベース録りでZON社のベースを使用している[73]。また、録ったベース音は、オールドのAmpeg-SVTとアンペグ社のスピーカーを組んだものと、ロシア製のチューブアンプ（ソヴテック社のヘッド）とフェンダー社のスピーカーを組んだものの2系統に分け[73]、ステレオで鳴らしている[73]。
歌詞はhydeが手掛けており、人間が戦場を舞台に引き起こす悲劇的な物語が描かれている。作詞を担当したhydeは、歌詞のイメージについて「城に行ったとき、嵐があったんですけど、そのときの感覚とか。ドイツの城ってすごい重い空気が漂ってて、何百年か前には戦争とかがあって、って歴史があって、自分がもし戦争に行くんだったら、どういう気分なんだろって[67]」と語っている。なお、hyde曰く、"戦争"という言葉はあえてこの曲の歌詞に入れなかったという[67]。余談だが、本作の発表と同年にシングル表題曲としてリリースした楽曲「forbidden lover」は、この曲に通じる世界観の歌詞となっており[76]、作詞者のhyde自身も「テーマ的にも（「fate」と）ほとんど同じ[76]」と語っている。
本作発売翌年となる1999年6月にはyukihiroが手掛けたリミックスバージョン「fate -fake fate mix-」が発表されており、その音源は16thシングル「Pieces」のカップリングとして収録されている。リミックスを担当したyukihiro曰く、この音源では「ディストーション・ギターをあえて使わずにインダストリアルの雰囲気を表現したい」というyukihiroの考えがあり[77]、ノイズ混じりのキーボードの音色が大々的に採り入れられている[77]。また、イントロにはドイツ語の音声とソプラノの女性の声が挿入されている[77]。なお、このドイツ語の音声はテレビからサンプリングしたもので[77]、ソプラノの女性の声はイタリアのオペラ歌手のCDをDJ用CDプレイヤーを使いテンポを落としたものとなっている[77]。2000年6月にはリミックスアルバム『ectomorphed works』にシングル収録版とは別バージョンのリミックス音源「fate [everybody knows but god mix]」が収録されている。リミックスアルバムに収録されたバージョンの制作では、kenが新たにギターを弾いており[78]、そのテイクをyukihiroが編集したうえで音源に採り入れている。そのため、シングル収録版からリミックスの方向性が大幅に変更されている[79]。kenのギターを新たに録ったことについて、yukihiroは「とりあえず、リズムとベースと簡単なシンセだけ入れて渡して、"はい、何か弾いて"って。それを返してもらって、俺が編集し直して…。そういうリミックスをしてみたかったんです[78]」と述べている。なお、kenはリミックス作業の流れを振り返り「文通っぽい感じ[78]」と述懐している。
9. 「milky way」
12弦アコースティック・ギターのサウンドが印象的な煌びやかなポップス。作詞・作曲はtetsuyaが手掛けており、L'Arc〜en〜Ciel名義の楽曲としてはこの曲で初めてtetsuyaが作詞を担当することになった。なお、tetsuyaが作詞を行ったのは、hydeのスケジュールを考慮したためで、tetsuyaはhydeと相談し、気軽に歌詞が書ける曲を選んだという。この曲の制作経緯について、tetsuyaは「これはもうツルッとひと晩でできたんですよ。（アルバムに）ヘヴィーな曲が多かったから、軽いの1曲ぐらい入れとかないと全体が重くなっちゃう[8]」と語っている。
この曲でkenが弾いているバッキングギターは、プリプロで録ったテイクが活かされている[73]。また、この曲のギター録りではワッシュバーン製の12弦のエレアコの他[40]、1965年製のフェンダー・ストラトキャスターを使用している[73]。さらに、トレモロがかかった甘いクリアー・トーンで弾かれたギター・ソロでは、1966年製のフェンダー・コロナドと、フェンダー社の「Vibro Champ」を組み合わたうえでプレイしている[73]。ちなみにこのソロは、ダミー・ヘッドというマイクを用い[73]、音の定位を変え録音作業を行っている[72]。そしてこの曲でtetsuyaは、全編にわたりベースを2本重ねてレコーディングしており、裏メロを弾いたベースではリッケンバッカーのクリス・スクワイアモデルを使用している[72]。
また、この曲のリズムは、原型からあえてシンプルなものに変更されている[8]。yukihiroは、リズムを変更した経緯について「本当はもっとリズムが食ってる、半拍早く入るところとか、いろいろあったんだけど、それを全部なくした[8]」と語っている。なお、この曲のドラム録りでは、他の本作の収録曲と比べ、スネアのピッチを上げて演奏されている[72]。
この曲の歌録りについて、hydeは「普通に歌えました。ただね、自分の詞だと自分で勝手に譜割りを考えて歌うんだけど、人が書いてくると自分が思ってる譜割りと違ったりするから、（中略）tetsuに訊くことが多かったですね[67]」と語っている。
余談だが、この曲のタイトルである「milky way」は、tetsuyaが次曲「あなた」の仮タイトルとして付けていたものであった。ただ、この曲が完成した際に「こちらのほうが「milky way」にふさわしい」という理由で、タイトルが変更になった経緯がある。
さらに、2004年にはパートチェンジバンド、P'UNK〜EN〜CIELとして、hydeのディレクションのもと、この曲をリアレンジしたうえでセルフカバーしており、その音源は24thシングル「自由への招待」に収録されている。ちなみに、このセルフカバーがP'UNK〜EN〜CIELとして発表した初の音源となっており、音源はバンド名の通りパンク・ロック風なアレンジが施されたものとなっている。
10. 「あなた」
ストリングスアレンジが効いた、アルバムを締め括る壮大でクラシカルなバラード。メンバーはこの曲を制作していた段階で、アルバムの最後に収録することを想定していたという。kenは本作発売当時のインタビューで「曲作ってたときから、最後のイメージ[67]」と語っている。また、tetsuyaは「最後に、こういう曲が欲しいなあと思って作り始めた[39]」と述べている。
作曲を担当したtetsuya曰く、この曲は「生きていくうえで支えになるものすべてに対しての気持ち」「あなたがいてくれるから生きていける」といった想いを込めて作ったという[80]。なお、後年tetsuyaは、この曲をテレビアニメ『新世紀エヴァンゲリオン』のヒロインの一人である惣流・アスカ・ラングレーに向けて作ったと明かしている[81]。ちなみにこの曲の原型は、tetsuya曰く、1997年に公開された映画『新世紀エヴァンゲリオン劇場版』を観た直後に作られたといい[81]、tetsuyaは「アスカに向けて"心を開いてくれ"という想いで作った」と語っている。
また、荘厳なストリングスが曲を彩っているが、tetsuyaはデモを作っている段階で弦楽器を曲に入れることを考えていたという。アレンジの方向性について、tetsuyaは「最初はイントロをピアノで始めようかなと思ってたんですけど、チェンバロにしてみようってアイディアがあったり。でも、この曲は最初からストリングスを入れたかったんです[72]」と語っている。ちなみに、弦編曲作業には、テレビドラマなどの挿入歌のソングライティングを担当していた菅原サトルが参加している。余談だが、翌1999年に発表されたシングル「Pieces」は、tetsuya曰く「「あなた」を超えるような名曲を書きたいなと思って。そこからスタートした[82]」という。
作詞者のhydeは、tetsuyaがこの曲に抱いた「一歩一歩階段を登っていくイメージ」をもとに歌詞を手掛けたという。hydeは作詞作業を振り返り「（アルバム収録曲の中で）いちばん素直かな。（中略）曲の印象もそうだったし、何か素直に人の心に入っていければいいなあと。そういう詞を書きたいなあと[67]」と述べている。また、hydeは「亡くなった祖母を想って作詞した」とも語っている。後年tetsuyaは、この曲の制作を振り返り「この曲の作詞はhydeなんですけど、テーマはずばり「あなた」って伝えたんですよ。"あなたがいるから頑張れる、勇気が出る、生きていける…そういうイメージなんだ"って[17]」と述懐している。なお、tetsuyaは「"あなた"は俺にとってはアスカなんです[81]」と述べている。
ちなみに、hydeは当初この曲のタイトルを「心」にするつもりでいたというが、最終的に「心」は英訳したうえでアルバムタイトルに付けられることになった[67]。この曲の題名とアルバムタイトルを決めた経緯について、hydeは「（アルバム収録曲で）いちばん最後に詞を書いたのが「あなた」なんですけど、この曲のタイトルに"心"はどうかなあと思って詞を書いてて。最終的に自分でぐっと来るのは「あなた」だったんですけど。そのころアルバムのタイトルも考えなさいと言われて、詞を振り返ったときに、不思議と"心"っていう言葉が多くて、自分は今までそんなに"心"っていう言葉は使わなかったんですけど。で、いろいろ考えた結果、これが一番深い言葉かなと思って（アルバムタイトルにした）[67]」と語っている。
この曲は、アルバムで初音源化された曲でありながらもファンからの人気が非常に高く、これまでに4作のベストアルバムに収録されており、アルバムで初音源化された曲の中では収録ベストアルバム数が一番多い曲となっている。また、ライヴでこの曲を演奏する際は、歌詞に登場する＜胸にいつの日にも輝く あなたがいるから 涙枯れ果てても大切な あなたがいるから＞というフレーズを歌唱する前に、hydeがマイクを放し、観客がそのフレーズを合唱することが定番になっている。さらに、バンド名を冠したL'Arc〜en〜Cielの代表曲である「虹」とならび、公演のラストを飾る曲として披露されることが多い。
余談だが、本作収録曲の中ではこの曲と「虹」に限り、歌詞にアルバムタイトルの＜heart＞が登場する。なお、本作のブックレットでは「虹」とこの曲の歌詞に登場する＜heart＞という単語だけ、文字を桃色に変え、リリックを記載している。

## クレジット
フィジカルアルバムに付属するブックレットより転載。日本語表記が確認出来ない部分に関しては原文ママとする。
- hyde：Vocal
- ken：Guitars
- tetsu：Bass
- yukihiro：Drums

| LORELEY - L'Arc〜en〜Ciel & 岡野ハジメ：Produced, Arranged - 岡野ハジメ：Keyboards - 斎藤仁：Keyboards, Manipulate - hyde：Alto Sax - ken：Autoharp - yukihiro：Industrial Noise - 比留間整：Recorded, Mixed winter fall - L'Arc〜en〜Ciel & 岡野ハジメ：Produced, Arranged - ken：Strings & Horns Arrangement, Keyboard Programming - 村山達哉：Strings & Horns Arrangement - 佐々木真理：Piano - 金原千恵子ストリングス：Strings - 佐々木史郎セッション：Horns - Chinpaul Gorichie：Famale Chorus - yukihiro：Beat Programming - 斎藤仁：Manipulate - 比留間整：Recorded, Mixed Singin' in the Rain - L'Arc〜en〜Ciel & 岡野ハジメ：Produced, Arranged - 富樫春生：Keyboards - 斎藤仁：Manipulate - 比留間整：Recorded, Mixed - 近藤圭司：Recorded Shout at the Devil - L'Arc〜en〜Ciel & 岡野ハジメ：Produced, Arranged - yukihiro：Metal Percussion - 比留間整：Recorded, Mixed - 近藤圭司：Recorded 虹 (Album Version) - L'Arc〜en〜Ciel & CHOKKAKU：Produced, Arranged - ken：Tambourine - CHOKKAKU：Strings Arrangement & Programming - 比留間整：Recorded, Mixed birth! - L'Arc〜en〜Ciel & 岡野ハジメ：Produced, Arranged - 岡野ハジメ：Keyboards - 斎藤仁：Manipulate - 比留間整：Recorded, Mixed Promised land - L'Arc〜en〜Ciel & 岡野ハジメ：Produced, Arranged - 岡野ハジメ：Keyboards - yukihiro：Metal Percussion - 木村匡也：Devil's Voice - Chinpaul Gilbert：Grand Master Devil - hyde：Master Devil - 斎藤仁：Manipulate - 比留間整：Recorded, Mixed - 近藤圭司：Recorded fate - L'Arc〜en〜Ciel & 岡野ハジメ：Produced, Arranged - 岡野ハジメ：ARP 2600, Keyboard Programming - ken：Keyboard Programming - 斎藤仁：Manipulate - 比留間整：Recorded, Mixed - 近藤圭司：Recorded | milky way - L'Arc〜en〜Ciel & 岡野ハジメ：Produced, Arranged - Chinpaul Gilbert：12st.Guitar - 比留間整：Recorded, Mixed - 近藤圭司：Recorded あなた - L'Arc〜en〜Ciel & 岡野ハジメ：Produced, Arranged - 菅原サトル：Strings Arrangement, Keyboard Programming - 金原千恵子ストリングス：Strings - ken：Tambourine - 斎藤仁：Manipulate - 比留間整：Recorded, Mixed - 近藤圭司：Recorded [Produce & Mastering etc] - L'Arc〜en〜Ciel：Produced - 岡野ハジメ：Produced（#1～#4,#6～#10） - CHOKKAKU：Produced（#5） - 中山千恵子（Ki/oon Sony Records）：Directed - 大石征裕（DAGER CRUE,INC.）：Directed - 比留間整：Mixed - 原田光晴（DISC LAB）：Mastered - Kensuke Miura（BRAINS）：Assistant Engineers - Hideyuki Tamura（eggs）：Assistant Engineers - Hitoshi Hashimoto（Sony Music Shinanomachi Studio）：Assistant Engineers - Toshiro Kai（Sony Music Shinanomachi Studio）：Assistant Engineers - Akira Takeuchi（Sony Music Shinanomachi Studio）：Assistant Engineers - Kazuo Ohnuki（SCRUM STAFF）：Assistant Engineers - Keiji Kondoh（MIXER'S LAB）：Assistant Engineers - Satomi Yamaguchi（MIXER'S LAB）：Assistant Engineers - Mamiko Katakura（MIXER'S LAB）：Assistant Engineers - Kazuaki Uchikado（farm）：Assistant Engineers - Shigeo Azami：Drum Technician - Kazutaka Minemori：Guitar and Bass Technician - Fumihito Yokono（Moby Dick）：Technicians, Roadies - Shinichi Higuchi（Moby Dick）：Technicians, Roadies - Hidetoshi Takahashi（Moby Dick）：Technicians, Roadies - Katsumi Nakamura：Technicians, Roadies [Artwork etc] - モート・シナベル：Photography & Design - Yukiko（Avgvst）：Hair & Make <Model> - Mayama（Avgvst）：Styling <Model> - Naomi Motoda（nunu）：Hair & Make <L'Arc〜en〜Ciel> - Mika Okamiya：Styling <L'Arc〜en〜Ciel> - Setsuko Haruta（Ki/oon Sony Records）：Product Co-ordinate - 中山道彦（Ki/oon Sony Records）：A&R - Takayuki Seki（DAGER CRUE,INC.）：Management - Kenichi Iida（DAGER CRUE,INC.）：Management - Tatsuo Adachi（Ki/oon Sony Records）：Executive Producer - 吉田"ハリー"晴彦（Ki/oon Sony Records）：Executive Producer - 大石征裕（DAGER CRUE,INC.）：Executive Producer |

## タイアップ
| 年     | 楽曲               | タイアップ | 出典   |
| ------ | ------------------ | --- | ------ |
| 1997年 | 虹                 | ソニー・ピクチャーズ エンタテインメント配給映画『劇場版 るろうに剣心 -明治剣客浪漫譚- 維新志士への鎮魂歌』オープニングテーマ | [ 83 ] |
| 1998年 | winter fall        | テレビ朝日系列放送・アメリカCBS製作ドラマ『シカゴ・ホープ』第2シーズンイメージソング                                         | [ 84 ] |
| 1998年 | milky way          | TBS系番組『ワンダフル』テーマソング                                                                                          | [ 3 ]  |
| 1998年 | Shout at the Devil | ダイハツ工業「ムーヴエアロダウンカスタムXX」CMソング                                                                         | [ 3 ]  |

## 収録ベストアルバム
- 『Clicked Singles Best 13』 (#2、#5,シングルバージョン)
- 『The Best of L'Arc〜en〜Ciel 1994-1998』 (#2、#4、#5,シングルバージョン、#8、#10)
- 『QUADRINITY 〜MEMBER'S BEST SELECTIONS〜』 (#5、#10)
- 『TWENITY 1997-1999』 (#1、#2、#4、#5、#8、#10)
- 『WORLD'S BEST SELECTION』 (#5、#10)

## 受賞
- 『第13回日本ゴールドディスク大賞 “ROCK ALBUM OF THE YEAR”』